# Имдинская война
Имдинская война (название происходит от наименования 1592 года («имджин» согласно системе Концевича) в 60-летнем цикле китайско-корейского календаря), другие названия — Имджинская, Имчжинская или Японо-корейская война — война на Корейском полуострове в период с 1592 по 1598 годы, включающая два отдельных неудачных вторжения японских сил в Корею, разделенных периодом перемирия с 1593 года по 1596 год, когда шли мирные переговоры.
Правитель Японии Тоётоми Хидэёси, объединивший в результате длительной борьбы под своей властью феодальную Японию, вознамерился покорить Китай и поэтому обратился к корейской династии Чосон, чтобы получить помощь, а также разрешение на проход японской армии через территорию Кореи. Однако после долгих совещаний просьба была отклонена из-за опасений корейцев относительно возможного опустошения их страны японскими войсками. Формально корейское правительство мотивировало свой отказ нежеланием разрывать тесную дружбу с Китаем, заявив: «Когда мы счастливы, в Китае радуются. Когда у нас несчастье, Китай помогает нам... Можем ли мы оставить своего отца императора и присоединиться к вам». 
Получив такой ответ, Хидэёси начал собирать войска, и в 1592 году началось вторжение японцев в Корею.

## Политическое положение в Корее и Китае перед войной
В 1388 году корейский генерал Ли Сонге сверг короля У из династии Корё и в 1392 году сам взошёл на трон, основав тем самым новую династию Чосон. Эта династия была признана в Китае и присоединилась к китаецентристской вассальной системе, приняв систему понятий китайской философии, известных как «Небесный мандат», с помощью которых в обществе оправдывалась легитимность правительства.
Обе династии — Чосон в Корее и Мин в Китае — имели много общего: от возникновения в четырнадцатом веке после падения монгольских завоевателей до установления принципов конфуцианства как идеала общества и государства. Также их объединяла борьба с аналогичными внешними угрозами (такими как кочевники чжурчжэни или японские пираты вокоу). Внутренне как Китай, так и Корея страдали от раздоров между различными политическими фракциями при дворе государя. Этот фактор будет иметь существенное значение при принятии правительством Кореи решений в период до начала войны и отражаться в мерах, принятых китайским правительством во время неё.

## Подготовка японцев к вторжению
К концу XVI века Тоётоми Хидэёси, следовавшему по стопам своего бывшего господина Оды Нобунаги, удалось на время объединить Японию, что дало стране краткий период мира. Поскольку сам Хидэёси не имел аристократического происхождения и был выходцем из крестьян-асигару, он не мог претендовать на звание сёгуна (яп. 将軍, военный правитель) и потому получил звание меньшего ранга — кампаку (яп. 関白, правитель-регент). По этой причине он пытался узаконить своё правление за счет военных триумфов при одновременном снижении зависимости от Императора Японии. Некоторые источники утверждают, что Хидэёси планировал вторжение в Китай, чтобы выполнить миссию Нобунаги , таким образом, снизив риск возможных внутренних бунтов из-за переизбытка самураев и солдат в стране. Историки-рационалисты объясняют это стараниями Хидэёси убрать из Японии потенциально опасных самураев, направив их на войну против мнимого внешнего врага. Другая возможная мотивация Хидэёси заключалась в покорении соседних малых государств (например, Рюкю, Лусона, Тайваня и Кореи)
Существует и другая точка зрения, согласно которой главной причиной начала конфликта было состояние душевного здоровья Хидэёси: его действия начали становиться неадекватными. Действительно, опьянённый своими успехами в завоевании Японии, Хидэёси постепенно выживал из ума: организовал огромный гарем из 300 наложниц, по преимуществу 12—13-летних девушек, пребывал в постоянной паранойе из-за угроз мятежей и заговоров, сгонял сотни тысяч крестьян на строительство ненужных в военном плане крепостей. В конце концов диктатор потерял связь с реальностью и возомнил себя богом войны Хатиманом. Война стала очередной персональной прихотью воинствующего Тоётоми, которому стало слишком тесно в покорённой Японии.
Поражение клана Го-Ходзё в конце 1590 года , в конечном итоге привело страну ко второму этапу «умиротворения»,, так как Хидэёси начал подготовку к следующей войне.
Захват островов Сикоку и Кюсю правитель воспринимал как покорение Востока: «Быстрый и грандиозный успех сопровождал моё возвышение, подобно восходящему солнцу, осветив всю землю». По воспоминаниям современников, Тоётоми угрожал завоевать все «четыреста провинций» Китая: «Я соберу могучую армию и вторгнусь в великую Мин». При этом нужно понимать, что размеры Китая воспринимались в те времена Японией весьма неясно.
В начале марта 1591 года даймё из Кюсю закончил строительство укреплений замка в Нагое, который в планах Кодзару был запланирован как центр сбора войск во время похода на Запад. Первым делом он перенёс свою ставку из Осаки на запад, в город Нагоя. В 1592 году Хидэёси направил письмо на Филиппины, требуя дани и обеспечения дипломатической поддержки при отправлении подобных посланий в Корею и Рюкю.
В ходе подготовки к войне, в начале 1586 года корабелы начали строительство 2000 судов. Для того, чтобы получить представление о возможностях корейских военных, Хидэёси в 1587 году отправил к южным берегам Кореи разведывательную экспедицию из 26 ударных кораблей. Эта атака дала японцам достаточно точные представления об обороноспособности Кореи — они пришли к выводу, что корейская армия является небоеспособной и не готовой к будущим битвам. Одновременно, действуя в русле дипломатии, Хидэёси пытался развивать дружественные отношения с Китаем и помогал в охране торговых путей от пиратов вокоу

## Силы сторон

### Японские вооруженные силы

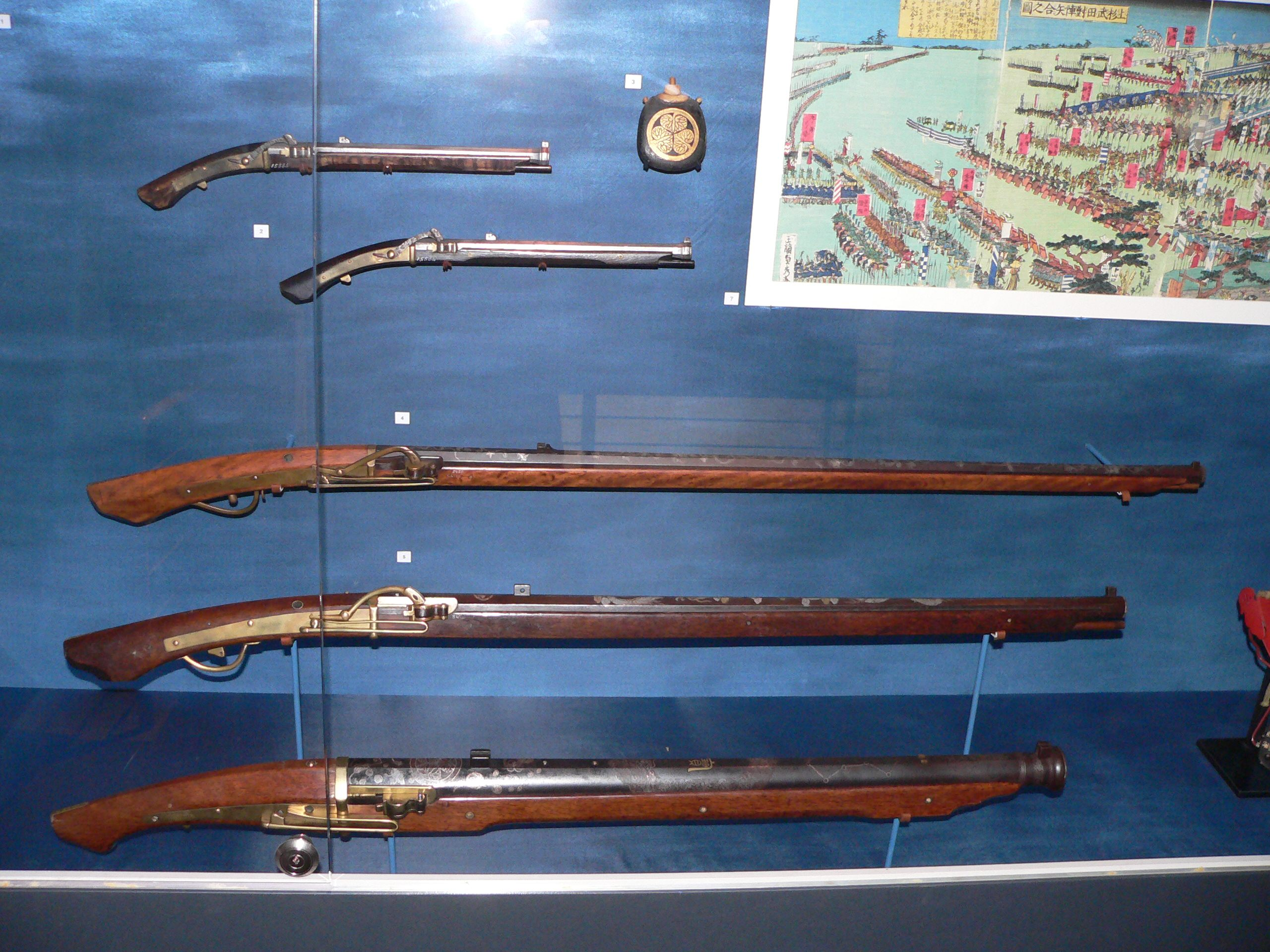
Аркебуза, состоявшая на вооружении у японцев в период Эдо

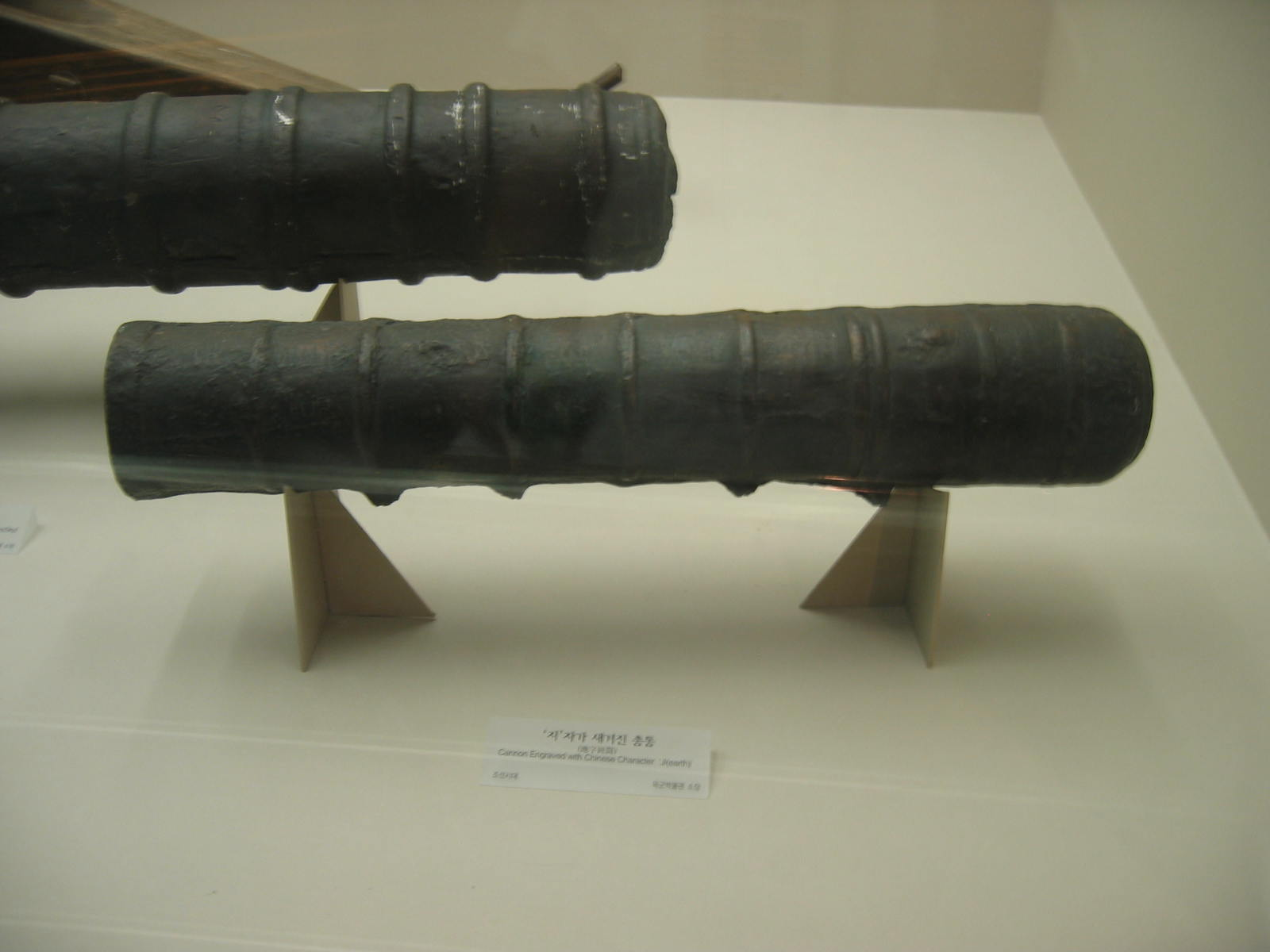
Пушки династии Чосон, доказавшие свою эффективность в морских сражениях Имдинской войны

На конец XVI века японское самурайское воинство составляло около полумиллиона человек. Его большая часть осталась без занятий ввиду завершения «эпохи воюющих провинций» и объединению Японии. Половина этой огромной армии опытных воинов приняла участие в корейских кампаниях 1592—1597 годов.
Основным оружием самураев были копьё, меч, лук и стрелы. Особое место после битвы при Нагасино (1575) заняло огнестрельное оружие: японская армия имела большое количество аркебуз, но артиллерия широкого распространения не получила. Доспех воина изготавливался из твёрдой кожи или стали и прикрывал почти всё тело. Личная подготовка воина-самурая того времени считалась одной из лучших в мире.
Стандартным самурайским оружием к 1592 году было копьё яри, предназначенное для удара, с вытянутым обоюдоострым лезвием, нередко снабжавшимся перекрестьем, которое позволяло самураю стащить противника с лошади. Если самурай желал нанести противнику скорее режущий, чем колющий удар, он использовал в качестве оружия одати, чрезвычайно длинный меч с огромной рукоятью, или же алебарду нагината, состоявшую из древка с острым изогнутым лезвием. Наиболее популярным у самураев видом оружия была катана —изогнутый меч, описанный британским военным историком Стивеном Тёрнбуллом как «…самое прекрасное холодное оружие в истории войны». Исторически самураи никогда не носили щитов, поэтому катана использовалась ими также для отражения ударов. 
К 1592 году самураи использовали ламеллярные доспехи до-мару или харамаки, которые состояли из пластинок, сделанных из железных или кожаных чешуек, связанных вместе. Наряду с ними, употреблялись модифицированные варианты, в набор которых включалась твёрдая пластина, защищавшая самурая от пуль. Самураи также использовали приёмы психологического воздействия на противника, надевая в бою железную маску с усами из конского волоса и «зловещей ухмылкой», прикрепленной снаружи. Большинство солдат японской экспедиционной армии в Корее являлись пехотинцами-асигару, которые обычно были мобилизованными крестьянами, вооруженными копьями, аркебузами танегасима или длинными луками юми. В отличие от самураев с их дорогими доспехами, асигару носили дешёвые железные доспехи, защищавшие в основном грудь. Вооружённые аркебузами асигару были обучены сражаться по европейскому образцу, причем пехотинцы обучались стрелять из ружей в строю. Первая шеренга стрелков делала залп, а затем опускалась на колени, чтобы перезарядить оружие, в то время как солдаты второй шеренги стреляли, и цикл повторялся снова и снова.

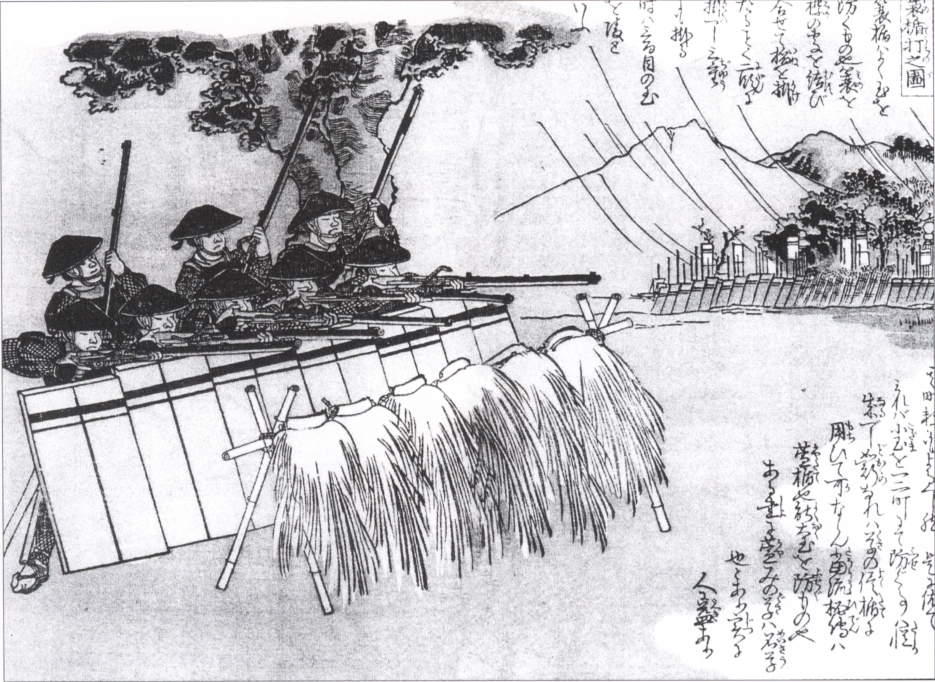
Японская пехота, использующая тактику стрельбы ружьями танегасима

Благодаря предшествующим непрерывным войнам японцы получили большое количество опытных солдат и офицеров, что в совокупности с жёсткой дисциплиной позволяло применять различные тактические схемы на поле боя. Наиболее типичная японская военная тактика того времени заключалась в подавлении противника мощным обстрелом из ружей, а также градом стрел. Задача прорыва поредевших рядов противника возлагалась на копейщиков, а добивание отступающих — на конницу.
Однако слабым местом японцев был флот. Морские бои не играли важной роли в объединении страны, из-за чего японский флот в этот период не получил достаточного развития. Мощных кораблей и опытных моряков у японских правителей почти не было. Единственными надёжными флотоводцами могли стать пираты Внутреннего Японского моря, однако их количество было небольшим, а качество судов невысоким. Испытывая нехватку кораблей и специалистов морского дела, Тоётоми Хидэёси просил португальцев предоставить ему большие галеоны и моряков для завоевания Кореи и Китая. Однако он получил отказ из-за того, что несколькими годами ранее запретил распространять в Японии христианство. Ввиду этого японцам пришлось строить суда по старым образцам и нанимать команды моряков-новичков.

### Вооруженные силы Кореи и Китая
Перед началом войны образцом для корейских военных являлась армия Минского Китая. В XVI веке она провела ряд успешных кампаний против северо-восточных племён маньчжуров и чжурчжэней. Основной ударной силой китайцев были лучники и конница. На вооружении минских войск были различные средневековые бомбарды и пищали. Доспех был в основном кожаным, ламеллярной конструкции. Китайцы предпочитали дистанционный бой и редко шли в рукопашную. Атаки китайской армии были действенными лишь при условии численного превосходства над противником.

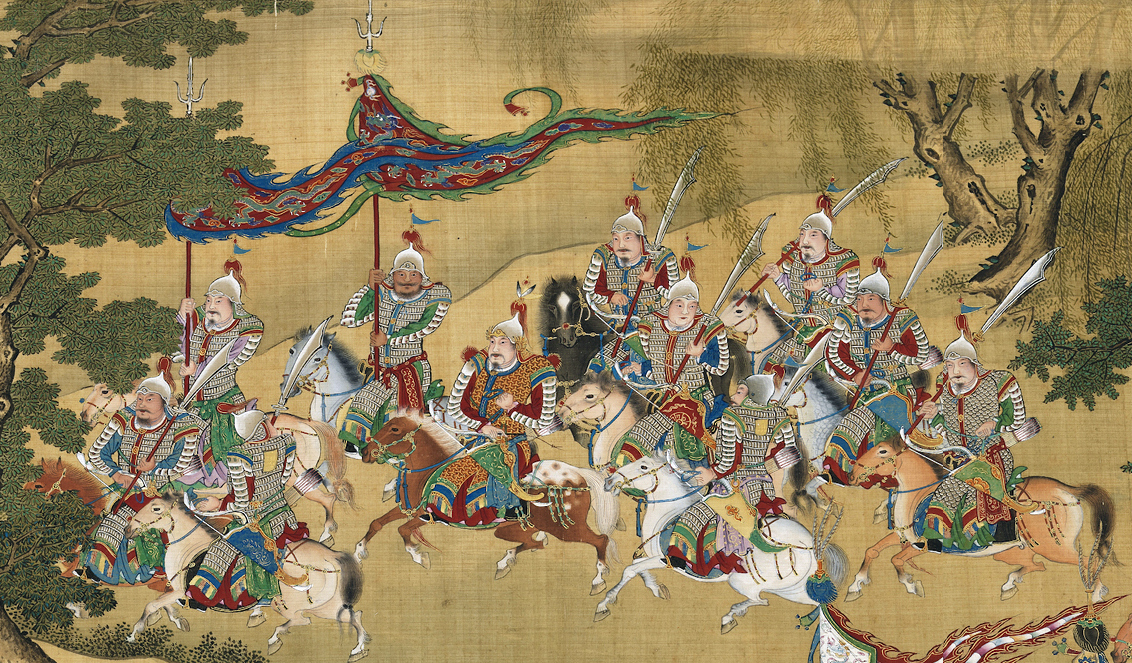
Минские конники, защищённые ламмелярными доспехами

Китайская армия была самой большой в Азии, насчитывая в общей сложности 845 000 солдат, дополнительно она могла привлечь также и наёмников. Но в 1592 году китайцы вели войны с монголами и подавили восстание на юго-западе, что привело к значительным потерям, уменьшив мощь китайской армии. Китайская армия была способна на значительные организационные подвиги, например, протащить 400 артиллерийских орудий через 480 км сурового ландшафта, чтобы обеспечить огневую мощь против монголов. Ядром китайской армии была пехота, разделённая на несколько частей; те, кто был вооружён ружьями, мечами, луками с огненными стрелами, луками с обычными стрелами и копьями, подкреплялись кавалерией и артиллерией. Основным оружием китайской пехоты были арбалет и аркебуза, в то время как кавалерия обычно состояла из конных лучников. Китайская пехота носила конические железные шлемы и доспехи из кожи или железа. Тёрнбулл писал: «китайская полевая артиллерия и осадные орудия были лучшими в регионе». Китайские артиллерийские орудия были изготовлены из чугуна и делились на несколько типов, наиболее важными были «великая генеральская пушка» и «фолан чжи» («франкская пушка»), причём последняя представляла собой заряженные казённой частью артиллерийские орудия, скопированные с «франков» (то есть европейских орудий).

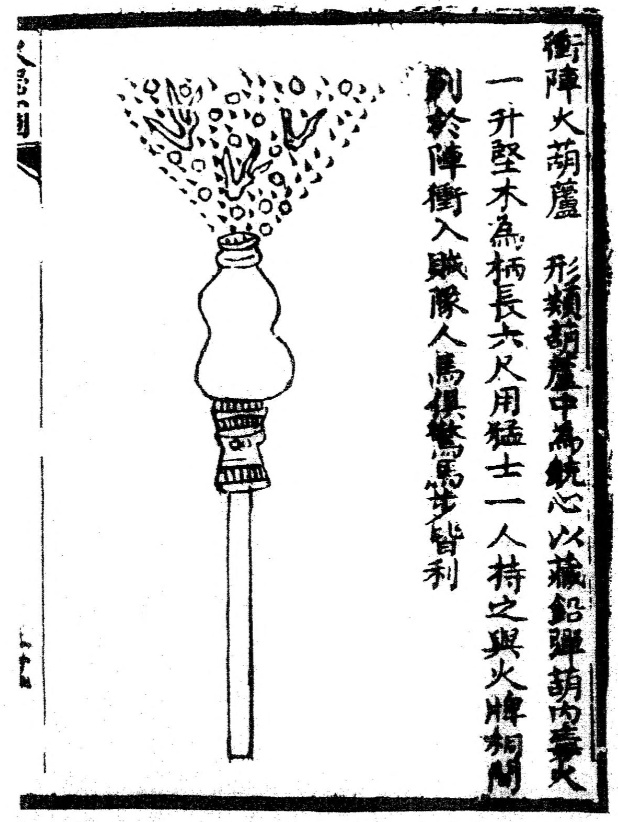
Иллюстрация ампулообразного китайского огненного копья с пороховым зарядом, стреляющего взрывом пламени со свинцовыми гранулами, используемыми в качестве поражающих элементов наподобие картечи. Это оружие называлось «фаланго-заряжающая огненная тыква»

Корейская армия, хотя и напоминала по форме китайскую, была менее боеспособной. Её численность перед началом японских вторжений не превышала 50 тысяч солдат. Корейское войско мучили типично феодальные болезни — внутренние распри и интриги, жертвами которых стало много талантливых полководцев. Поражение в войне с чжурчженями в 1582 году не стало поводом для проведения военной реформы, а наоборот, вызвало репрессии в армии. В результате корейская династия Чосон оказалась практически не готова к войне с Японией.
В отличие от Японии, где талантливые выходцы из низов могли сделать выдающуюся военную карьеру и добраться до самых вершин власти, офицеры в чосонской армии назначались исключительно из аристократии. Кроме того, в отличие от крайне  милитаризованной японской аристократии, с юности обученной воинским искусствам, корейские офицеры мало занимались военной подготовкой, поскольку чосонская аристократия превыше всего ценила учёность, а войну презирала как нечто недостойное конфуцианского господина-учёного. Качество корейского генералитета было очень неоднородным: некоторые корейские офицеры были способными военными, но другие не уделяли много времени изучению военного дела, вместо этого предпочитая стрельбу из лука, письмо, практику каллиграфии, и чтение классики конфуцианства. Корейские пехотинцы носили шляпу и шлем китайского образца, но без доспехов. Стандартным корейским мечом был хвандо - изогнутый меч, обычно используемый солдатами Чосон в мирное время, который короче, но легче, чем его японский аналог. Уникальным корейским оружием был цеп - полутораметровая деревянная палка, окрашенная в красный цвет и служившая ручкой для цепи, прикреплённой к древку железными гвоздями. Пехотинцы Чосон часто сражались как лучники, и японский источник 1592 года отмечает, что корейцы превосходили японцев в качестве солдат только как лучники, потому что их луки имели дальность стрельбы 450 метров (1480 футов) против 300 метров (980 футов) у луков японских лучников.
Но если корейские наземные войска производили впечатление «парадных», этого нельзя было сказать о корейском флоте. Он был закалён в боях с японскими и китайскими пиратами и управлялся искусными полководцами, такими как Ли Сунсин. На вооружении корейского флота было также новейшее оружие того времени — бронированные «корабли-черепахи». Тёрнбулл писал, что спасением Кореи стал именно её военно-морской флот. Стандартным корейским кораблем был «пханоксон», военный корабль, который мало чем отличался от стандартных японских военных кораблей, за исключением того, что корейские корабли несли на борту тяжёлые пушки, тогда как на японских судах их не было. Знаменитые «черепашьи корабли», или кобуксоны, которые были хорошо бронированы и вооружены и которые могли наносить большой ущерб японским кораблям, составляли меньшинство судов корейского флота. В корейских и японских источниках много говорится о «черепашьих кораблях», но ни один такой корабль не сохранился. Поэтому историки до сих пор спорят о том, как выглядели черепашьи корабли, хотя сейчас большинство из них сходится во мнении, что их корпуса и в самом деле были черепахообразными.

## Первая война

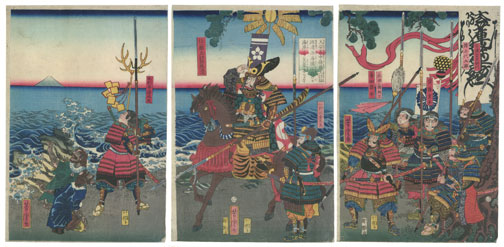
Като Киёмаса в Корее

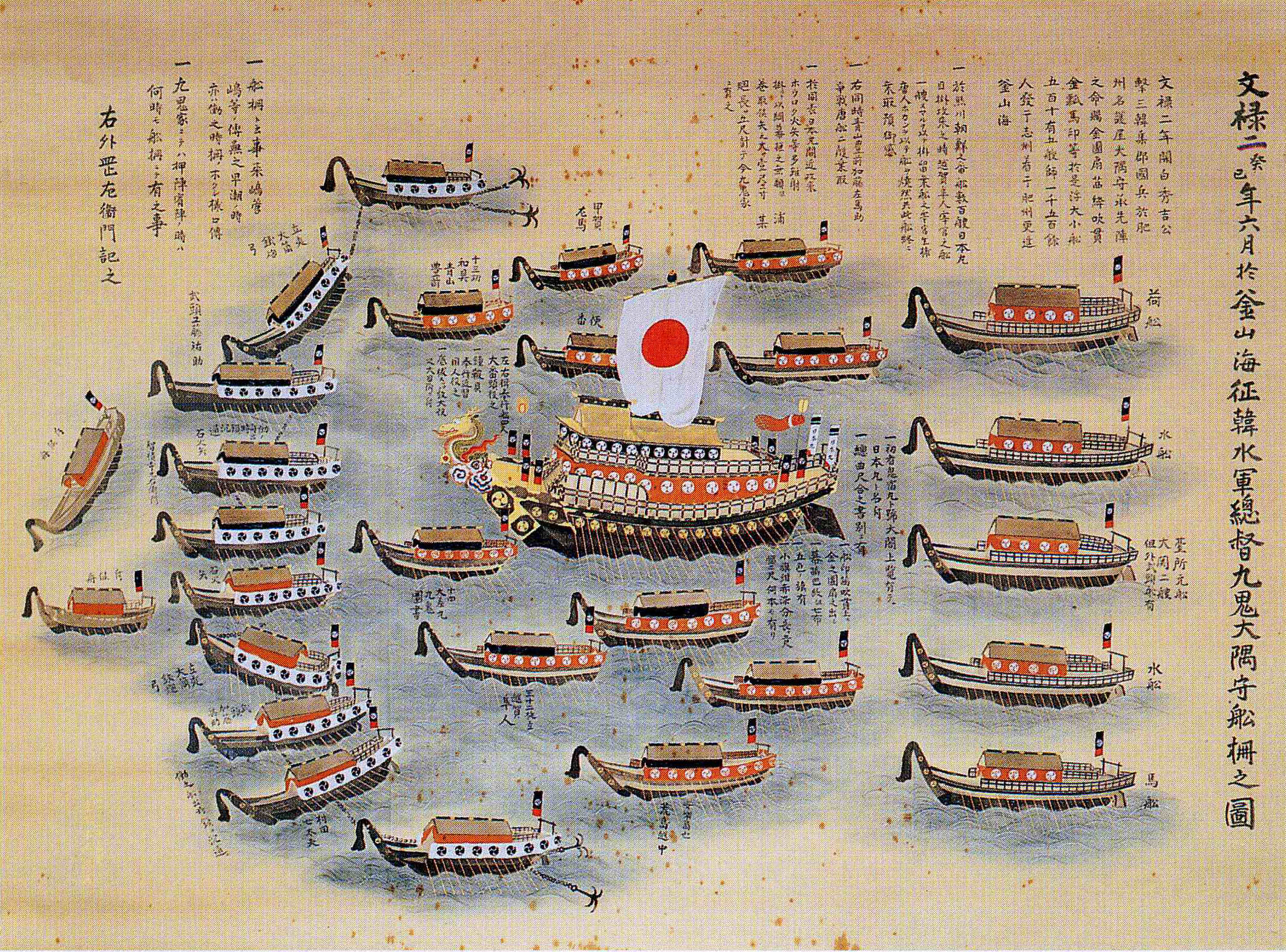
Японская флотилия времён войны; в центре — крупнейший японский корабль атакэ-бунэ

В начале 1592 года верховный правитель Японии Хидэёси подготовил для вторжения в Корею 220-тысячную армию и флот в несколько сот кораблей и 9 тысяч человек экипажа. Весной 1592 несколько групп отплыли к берегам Кореи. Первая группа (до 18 тысяч человек на 350 кораблях) 25 мая 1592 года взяла крепости Пусан и Тоннэ. Утром 25 мая 1592 года первая группа прибыла в Тоннэыпсон. Кониси послал сообщение Сон Санхёну, командующему крепостью Тоннэ, объяснив ему, что его цель - завоевание Китая, и если корейцы просто подчинятся, то их жизни будут сохранены. Сон ответил: «Я лучше умру, чем дам вам дорогу», и тогда Кониси приказал не брать пленных, чтобы наказать Сона за его неповиновение. В результате осада Тоннэ продолжалась двенадцать часов, погибло 3000 человек, и в результате японцы одержали победу. Японцы не брали пленных и убивали всех в городе, гражданских и военных, даже убивали всех кошек и собак в Тоннэ. Кониси намеревался запугать корейцев до покорности, показав им, какова цена сопротивления Японии, но вместо этого он стимулировал рост корейского сопротивления, так как обычные корейцы были разгневаны врагом, который вторгся в их страну безо всякого повода и повел себя так жестоко. Вторая группа (22 тысячи) с южного побережья двинулась на север. Третья группа (11 тысяч) высадилась в устье р. Нактонган и направилась к перевалу Чорён. Так как перевал корейцы против ожидания японцев не стали оборонять, Кониси Юкинага сумел провести через него свои войска. Он встретил противника на плато Тхангымдэ вблизи корейского города Чхунджу, где 8 июня 1592 года в ожесточённом бою разгромил высланное навстречу захватчикам корейское конное войско прославленного своими победами над чжурчжэнями полководца Син Рипа. После разгрома его войска Син Рип, не желая терпеть позор поражения, покончил жизнь самоубийством. Вслед за этим высадилась основная группа японцев численностью 80 тысяч человек.
Из-за низкой боеспособности корейской армии японцы очень быстро продвигались по стране: уже через 20 дней ими был захвачен Сеул, корейские войска потерпели поражение у реки Имджинган, захватчики продвинулись далеко на север. Двор бежал на север, в г. Ыйджу на берегу реки Амноккан, откуда государь Сонджо послал минскому императору мольбу о помощи. Правители Мин не сразу решили оказать помощь Корее — при дворе императора Ваньли сомневались, что это не провокация, так как военачальники и сановники никак не могли поверить, что на разгром Кореи японцам потребовалось всего несколько месяцев.

### Захват провинции Кёнсандо
Вторая группа Като Киёмасы высадилась в Пусане 27 мая, а третья группа Куроды Нагамасы - к западу от Нактонгана 28 мая. 28 мая вторая группа заняла покинутый город Тондо, а 30 мая захватила Кёнджу. Третья группа, высадившись, захватила близлежащий замок Кимхэ, удерживая обороняющихся под давлением ружейного огня и строя пандусы к стенам, использовав для этого связки стеблей риса. К 3 июня третья группа захватила Унсан, Чанъон, Хёнпун и Сонджу. Тем временем, первая группа Кониси Юкинаги прошла мимо горной крепости Янсан (захваченной в ночь битвы при Тоннэ, когда ее защитники бежали после того, как японские разведчики открыли огонь из своих аркебуз) и захватила замок Мирян днем 26 мая. В течение следующих нескольких дней первая группа захватила крепость Чхондо и разрушила город Тэгу. К 3 июня первая группа переправилась через реку Нактонган и остановилась у горы Сонсан.

### Битва при Санджу

Карта вторжений

Получив известие о нападении японцев, правительство Чосон назначило генерала Ли Иля командующим передвижными пограничными войсками, как это было принято в соответствии с установившейся политикой. Генерал Ли направился в Монъён около начала стратегически важного перевала Чорён, чтобы собрать войска, но ему пришлось идти дальше на юг, чтобы встретиться с войсками, собранными в городе Тэгу. Там он перевел все войска обратно в Санджу, за исключением выживших в битве при Тоннэ, которые должны были быть размещены в качестве арьергарда на перевале Чорён. 4 июня генерал Ли развернул силы численностью менее 1000 человек на двух небольших холмах, чтобы противостоять приближающейся первой группе. Предположив, что вид поднимающегося дыма был вызван сожжением зданий соседними японскими войсками, генерал послал офицера на разведку верхом; однако, когда он приблизился к мосту, офицер попал в засаду японского мушкетного огня из-под моста и был обезглавлен. Вскоре японцы начали битву при Санджу, используя свои аркебузы, корейцы же могли ответить им только стрелами, которые не долетали до цели. Японские войска, разделившись на три части, атаковали корейские линии как с фронта, так и с двух флангов; сражение закончилось отступлением генерала Ли Иля и потерями 700 корейцев.

### Переправа через реку Имджинган
В то время как первая группа отдыхала в Хансоне (современный Сеул), вторая группа начала движение на север, но была задержана на две недели рекой Имджинган. Японцы послали сообщение корейцам на другом берегу с просьбой открыть путь в Китай, но корейцы отвергли это предложение. После этого японские военачальники отвели свои главные силы в безопасное место крепости Паю; корейцы восприняли это как отступление, и 13 000 корейских солдат на рассвете начали наступление против оставшихся японских войск на южном берегу реки Имджинган. Основные японские силы нанесли ответный удар по изолированным корейским войскам и захватили их лодки. Корейские войска под командованием генерала Ким Мёнвона с большими потерями отступили к крепости Кэсон.

### Захват Пхеньяна
Первая группа японских войск под командованием Кониси Юкинаги двинулась на север и по пути разграбила Пхёнсан, Сохун, Пунсан, Хванджу и Чхунву. В Чхунве третья группа под командованием Курода Нагамасы присоединилась к первой и продолжила движение к городу Пхеньян, расположенному за рекой Тэдонган. В общей сложности 10 000 корейских солдат охраняли город от 30 000 наступающих японцев. Ими руководили различные командиры, в том числе генералы Ли Иль и Ким Мёнвон, и их оборонительные приготовления гарантировали, что ни одной лодки не будет оставлено японцам.
Ночью корейцы бесшумно переправились через реку и предприняли успешную внезапную атаку на японский лагерь. Однако это насторожило остальную японскую армию, которая атаковала тыл корейских позиций и уничтожила корейские части, переправившиеся через реку. Затем остатки корейских войск отступили обратно в Пхеньян, а японские войска прекратили преследование корейцев, чтобы посмотреть, каким образом корейцы переправились через реку.
На следующий день, использовав знания местности, полученные из наблюдений за отступающими корейскими войсками, японцы начали систематически перебрасывать войска на другой берег по мелководным участкам реки. При виде этого корейцы к ночи покинули город. 20 июля 1592 года первая и третья группы вошли в опустевший город Пхеньян. В городе им удалось захватить 100 000 тонн военных припасов и зерна.

### Кампании в провинции Хамгён и Маньчжурии
Като Киёмаса, возглавляя вторую группу численностью более 20 000 человек, пересек полуостров и десятидневным маршем двинулся на север вдоль восточного побережья страны. Среди захваченных замков был и Хамхын, столица провинции Хамгёндо. Там часть второй группы была придана обороне и гражданской администрации.
Остальная часть группы, 10 000 человек, продолжила движение на север и 23 августа вступила в бой с Южной и Северной армиями Хамгён под командованием Ли Ёна в Сонджине (современный Кимчхэк). Корейская кавалерия атаковала японские войска на открытом поле у Сонджина и загнала их в зернохранилище. Там японцы забаррикадировались тюками риса и успешно отразили атаку строевых корейских войск огнем из своих аркебуз. В то время как корейцы планировали возобновить сражение утром, Като Киёмаса устроил им засаду ночью. Вторая группа японцев полностью окружила корейские войска, оставив проход, ведущий к болоту. Те, кто бежал, были пойманы в ловушку и убиты в болоте. Бежавшие корейские солдаты подняли панику в других гарнизонах, что позволило японским войскам легко захватить уезд Кильджу, уезд Мёнджон и уезд Кёнсон.
На северо-востоке японцы, разбив у Хэджончхана конный отряд Ли Гака (около 1000 воинов) — последнюю организованную силу на севере страны, дошли до рубежей провинции Хамгён, где их с восторгом приветствовали покорённые чжурчжэни, возмущенные политикой насильственной кореизации. Они помогли японскому военачальнику Като Киёмаса захватить двух корейских принцев, направленных государем Сонджо для организации новой армии. Однако дальнейшее продолжение похода войск Като Киёмаса на территорию уже за пределами собственно Кореи, где проживали неподконтрольные корейцам чжурчжэни, вызвало ожесточенное сопротивление местного населения. Японцы были блокированы, а затем с большими потерями были вынуждены отступить на корейскую территорию.
Пример провинции Хамгёндо был нетипичным — в целом, вторжение завоевателей вызвало волну народного протеста, которая переросла в широкомасштабную партизанскую войну. Многие корейские чиновники, попавшие в плен, отказывались служить японцам и принимали мученическую смерть. В организации отпора захватчикам исключительное значение имели блестящие победы корейского флота летом и осенью 1592 года. Командующий флотом Ли Сунсин, объединив морские силы всего южного побережья, нанес ряд сокрушительных поражений численно превосходящему японскому флоту.

### Морская битва при Хансандо

Карта морских кампаний Ли Сунсина за 1592 г.

13 августа 1592 года корейский флот, отплывший с острова Мирук в Данпо, получил местные разведданные о том, что поблизости находится большой японский флот. Выдержав разразившийся шторм, корейский флот встал на якорь у Танпо, где на берегу появился местный житель, сообщивший адмиралу, что японский флот только что вошел в узкий пролив Кённан, разделяющий остров Коджедо. На следующее утро корейский флот встретил японский флот из 82 судов, стоявших на якоре в проливе Кённан. Из-за узости пролива и опасности, создаваемой подводными камнями, Ли Сунсин не стал атаковать японский флот. Вместо этого он послал шесть кораблей, которым удалось выманить 63 японских судна в открытое море. Японский флот начал преследовать корейские корабли. Но, оказавшись в открытом море, японский флот был окружен корейским флотом в полукруглом строю, который Ли Сунсин назвал «журавлиным крылом». Когда по меньшей мере три корабля типа «черепаха» (два из которых были недавно достроены) возглавили столкновение с японским флотом, корейские корабли начали обстреливать японский строй пушечными ядрами. Затем корейские корабли вступили в открытый бой с японскими кораблями, сохраняя достаточную дистанцию, чтобы помешать японцам высадиться на берег. Ли Сунсин разрешал вступать в абордажные бои только против сильно поврежденных японских кораблей. Во время сражения корейский флот использовал огненные бомбы в металлической оболочке, которые наносили значительный ущерб экипажам японских кораблей и вызывали на них сильные пожары. Сражение закончилось полной победой Кореи, при этом потери японцев составили 59 кораблей — 47 уничтожено и 12 захвачено. Во время сражения не было потеряно ни одного корейского корабля. В ходе сражения корейскими солдатами были освобождены несколько корейских военнопленных. Когда известие о поражении в битве при Хансандо дошло до Тоётоми Хидэёси, он приказал японским войскам вторжения прекратить все дальнейшие морские операции.

### Первая осада Чинджу
Чинджу (진주) был стратегически важной крепостью, защищавшей провинцию Кёнсандо. Японское командование знало, что контроль над Чинджу будет означать легкий доступ к рисовым полям провинции Чолла. Соответственно, большая армия под командованием Хосокавы Тадаоки подошла к Чинджу. Город защищал Ким Симин (김시민), один из лучших генералов Кореи, командовавший корейским гарнизоном в 3000 человек. Ким недавно приобрел около 170 новых аркебуз, которые были равноценны японским. Японцы обычно не испытывали особых затруднений при взятии корейских замков и городов, в результате чего среди самураев было распространено определенное презрение к боевым способностям корейцев. Из-за этого для японцев было большой неожиданностью, когда они атаковали Чинджу и были встречены шквалом огня. Солдаты Кима бросали в японцев тяжелые камни и бомбы, стреляли из своих аркебуз и отбили атаки самураев. В течение трех дней японцы безуспешно атаковали Чинджу, заполнив крепостные рвы своими трупами. 11 ноября 1592 г. в качестве подкрепление к силам гарнизона прибыл отряд корейских партизан во главе с Квак Чеу. Чтобы обмануть японцев и заставить думать, что его сил намного больше, чем было на самом деле, Квак приказал своим людям зажигать костры по ночам на холмах и дуть в свои раковины. 12 ноября Хосокава приказал предпринять последнюю попытку штурма Чинджу, в результате чего у северных ворот завязался ожесточенный бой. Генерал Ким был убит японской пулей, пробившей ему голову, но огонь корейских аркебуз снова отбросил японцев. В это время еще одна корейская группа подкреплений, доставившая крайне необходимые боеприпасы, прибыла вверх по реке Нам. Это заставило Хосокаву прийти к выводу, что японцы находятся слишком глубоко внутри вражеской территории без резервов для прикрытия своего тыла и было бы слишком опасным продолжать атаки. Он прервал осаду города и приказал отступать. Таким образом, улучшив своё вооружение и тактику, с помощью аркебуз, пушек и минометов корейцам удалось изгнать японцев из провинции Чолладо. Битва при Чинджу считается одной из величайших побед Кореи, потому что она помешала японцам войти в провинцию Чолладо.

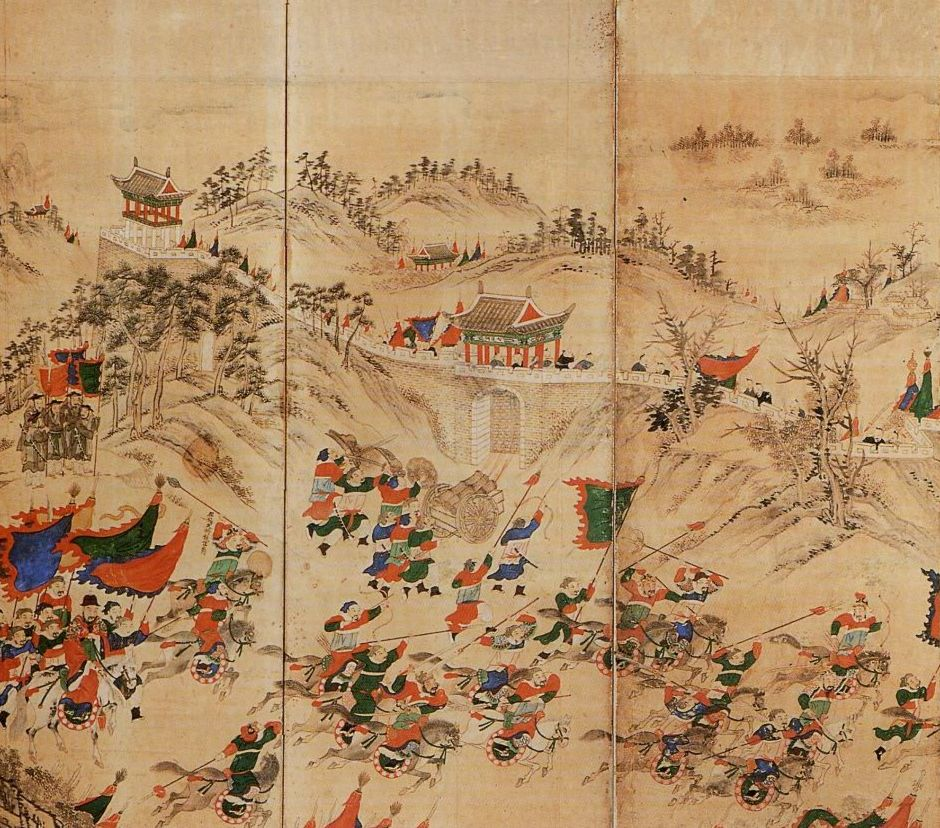
Осада Пхеньяна в 1593 г.

В конце 1592 года из Китая прибыл первый отряд минских войск, потерпевший неудачу при попытке с ходу овладеть Пхеньяном. 23 августа 1592 года китайцы атаковали под прикрытием сильного ливня, застав японцев врасплох. Но как только японцы поняли, что численно превосходят китайцев в шесть раз, они позволили китайской кавалерии рассредоточиться по улицам Пхеньяна и контратаковали, использовав свое численное превосходство для уничтожения китайцев. Когда китайцы отступили в залитые водой поля за пределами Пхеньяна, самураи вырезали их сотнями. Японцы были в восторге от своей победы над армией из Китая, крупнейшей державы в Восточной Азии, но осенью 1592 года Кониси впал в уныние, когда стало ясно, что подкрепления из Японии не прибудут. Флот адмирала Ли Сунсина препятствовал высадке любых японских кораблей, в то время как атаки партизан корейской праведной армии оставили японские войска в Северной Корее в значительной степени отрезанными от сил в Южной Корее. На совещании в Сеуле Кониси сказал Уките Хидэиэ, что он не уверен, удастся ли удержать Пхеньян, если китайцы снова нападут с большим числом войск. Во второй половине 1592 года Мин отправила следственные группы в Пхеньян, чтобы прояснить ситуацию в Корее. После доклада комиссии правительство Мин осознало всю опасность положения и приняло решение о полномасштабном усилении своей армии в Корее к сентябрю 1592 года. В феврале 1593 года китайцы перебросили в Корею большое войско под командованием тиду Ли Жусуна, сына прославленного победами над монголами и чжурчжэнями Нинъюаньского бо Ли Чэнляна. Соединившись с остатками корейских войск в Ыйджу, Ли Жусун разгромил в битве за Пхеньян войска японского военачальника Кониси Юкинага и начал продвижение в сторону Сеула. Однако неудачное для китайцев и корейцев сражение у станции Пёкчегван 27 февраля 1593 года дало японцам возможность оторваться от преследования и спешно стянуть войска на территорию юго-восточной провинции Кёнсан, где в их руках находились крепости Тэгу, Ульсан, Тоннэ и Пусан, через которые шло снабжение оккупационной армии с перевалочной базы на острове Цусима. Войска Мин постепенно отступали на север, отбивая несколько волн атак. Ли Жусун и многие другие генералы лично участвовали в этой битве, и они понесли тяжелые потери, прежде чем встретились с остальной частью своей армии ближе к концу дня. Лошадь Ли была убита, и сам он был спасен от смерти, когда китайский офицер Ли Юшен пожертвовал собой, взяв на себя самурая, напавшего на своего командира, дав ему возможность бежать. Во время ожесточенных боев китайская броня оказалась не в силах противостоять катанам японцев, в то время как японская пехота оказалась способной дать отпор китайской коннице. Японцы преследовали разбитую армию Мин назад по перевалу до его высшей точки, и после еще нескольких часов боев

. В этот момент, японцы прекратили дальнейшие атаки, и обе стороны отступили. Из-за того, что Мины понесли тяжелые потери среди своей элитной гвардии, Ли в значительной степени утратил боевой дух и до самого конца войны неохотно шел в наступление на японцев. Однако победа японцев «ничего не изменила в общей стратегии, и отступление из Сеула было отложено лишь на несколько дней».

### Битва при Хэнджу
Японское вторжение в провинцию Чолладо было разбито и отброшено генералом Квон Юлем на холмы Ичирён, где превосходящие численностью корейцы сражались с японскими войсками в битве при Пёкчегване и одержали победу. Квон Юль быстро двинулся на север, вновь захватив Сувон, а затем повернул на север, к Хэнджу, где ему предстояло ждать подкрепления китайцев. После того, как ему сообщили, что армия Мин под командованием Ли Жусуна была отброшена назад в Пёкче, Квон Юль решил укрепить Хэнджу. Отряд Квона, насчитывавший 2300 человек, представлял собой смесь регулярных войск, монахов-воинов и праведных армейских партизан.

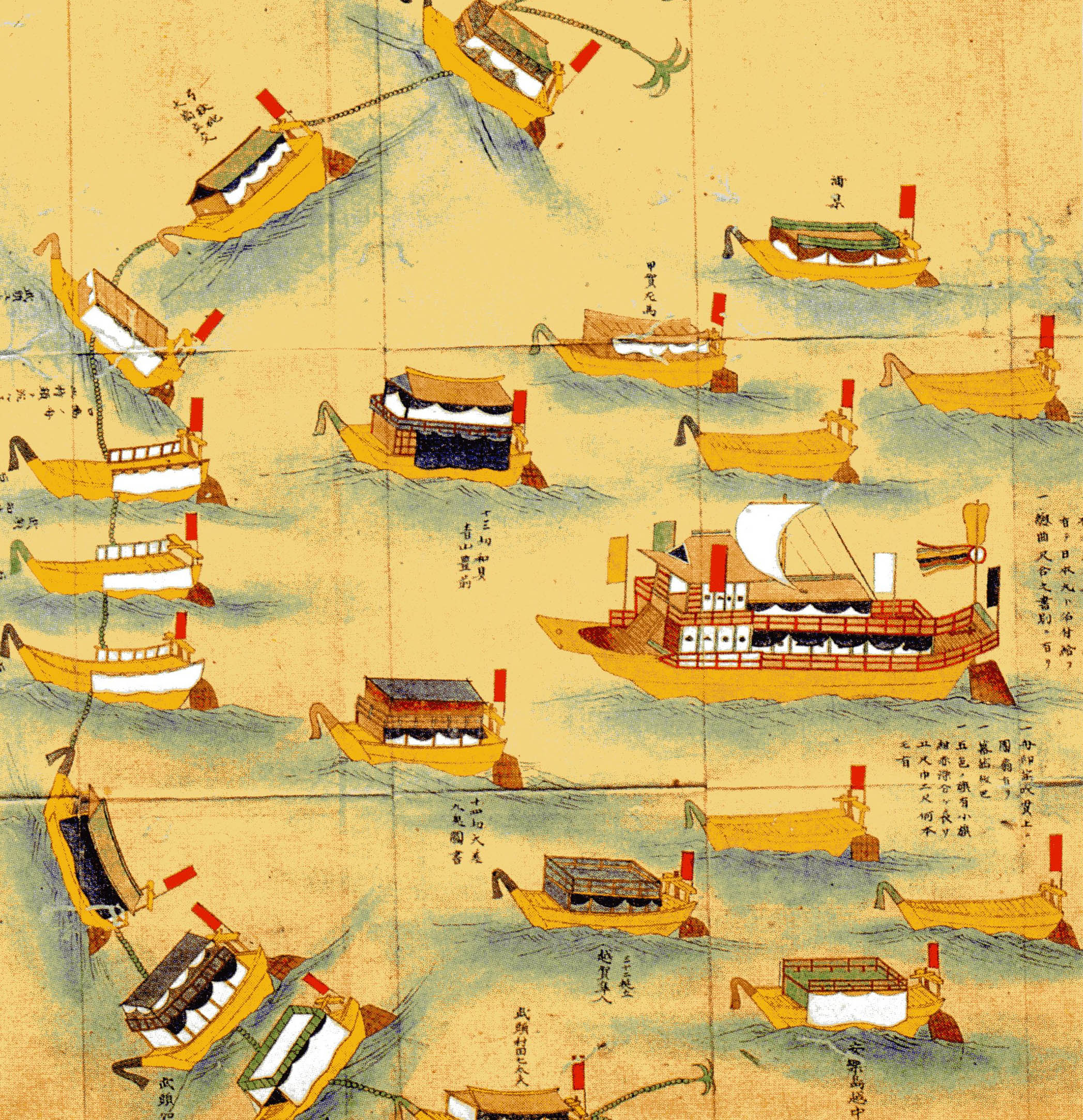
Японский флот

Подкрепленный победой в битве при Пёкчегване, Като и его армия из 30 000 человек продвинулись к югу от Хансона, чтобы атаковать крепость Хэнджу, впечатляющую горную крепость, которая возвышалась над окрестностями. Несколько тысяч солдат во главе с Квон Юлем стояли гарнизоном в крепости, ожидая японцев. Като верил, что его превосходящая армия уничтожит корейцев, и поэтому приказал японским солдатам просто наступать на крутые склоны Хэнджу, не планируя ничего заранее, примерно в 6 часов утра. Квон Юль ответил на наступление японцев яростным огнем из укреплений, используя хвачха, камни, пистолеты и луки. Хвачха («огненная повозка») была многозарядной ракетной установкой, которая могла стрелять либо 100 ракетами, либо 200 стрелами одновременно. Хвачха требовали много времени на зарядку, но были способны вести смертоносный залповый огонь. Квон обучил своих людей стрелять из своих хвачха сразу, и так как японцы были тесно прижаты друг к другу, то залп из «огненных повозок» нанес им тяжелые потери. В ходе 9 атак японцы оттеснили корейцев на их вторую линию обороны, но не смогли продвинуться дальше, потеряв при этом около 10 000 убитыми. Чинбирок сообщает: «Квон Юль приказал своим солдатам собрать трупы врагов и дать выход их гневу, разорвав их на части и повесив на ветвях деревьев». Столкнувшись с неожиданно сильным сопротивлением и растущими потерями, Като сжег своих убитых и, наконец, отвел войска назад.
К этому времени силы японского вторжения первоначальной численностью около 150 000 человек сократились до 53 000 человек, тогда как китайские подкрепления прибывали каждый день. Большинство японцев страдало от голода, обморожения и снежной слепоты, а некоторые японские солдаты были настолько ослаблены голодом, что не могли защитить себя от тигров в горах. Когда положение стало невыносимым, японцы отступили к побережью.

### Вторая осада Чинджу
В отличие от первой осады Чинджу, вторая осада закончилась победой японцев. Хидэёси был особенно полон решимости взять Чинджу и приказал отомстить за предыдущую неудачу японцев с захватом города. Укита Хидэиэ возглавил 90 000 японских войск, чтобы взять Чинджу, что сделало его крупнейшей мобилизацией японских сил для одной операции за всю войну. Корейцы, не зная, куда идут японцы, разделили свои силы с Ким Чхон Илем, командовавшим гарнизоном из 4000 солдат в Чинджу, к которому присоединились добровольцы, партизаны и небольшой китайский отряд, составивший около 60 000 человек. 20 июля 1593 г., японцы начали сооружать деревянные щиты, которые позволяли им подступать к стенам крепости. На западе находился Кониси Юкинага с 26 000 человек, а на севере - Като Киёмаса с 25 000, в то время как Укита командовал резервом в 17 000 человек. 21 июля 1593 года японцы атаковали, прорвав плотину, заполнявшую ров вокруг города, в то время как самураи продвигались вперед под своими деревянными щитами, но были остановлены корейскими огненными стрелами, пушечными ядрами и огнем аркебуз. 23 июля японцы атаковали, используя деревянные осадные башни, которые были разрушены огнем корейских пушек. 25 июля, под флагом перемирия Укита послал гонца к Киму, угрожая ему, что японцы убьют 10 000 корейских крестьян, взятых ими в плен, если Чинджу не сдастся сразу.  Ким отказался, и тогда японцы обезглавили 10 000 корейских крестьян.
Японцы теперь атаковали с помощью бронированных повозок, называемых «черепашьими панцирными повозками», которые позволяли японцам продвигаться к стенам, где саперы вытаскивали камни, но, как жаловался японский рассказчик: «они пытались атаковать, но из крепости были брошены сосновые факелы, которые поджигали траву. Солдаты внутри черепашьих повозок тоже были сожжены и отступили». В конце концов японским саперам удалось проломить часть стены, что позволило японским солдатам ворваться внутрь крепости. Началась большая спешка, когда самураи толкали друг друга вниз, так как каждый из них хотел заслужить большую честь быть первым японским воином, ворвавшимся в крепость. У корейского гарнизона закончились боеприпасы и не хватало мечей, поэтому многие корейцы сражались деревянными палками против атакующих самураев, вооруженных катанами. Корейский генерал Ким покончил с собой.

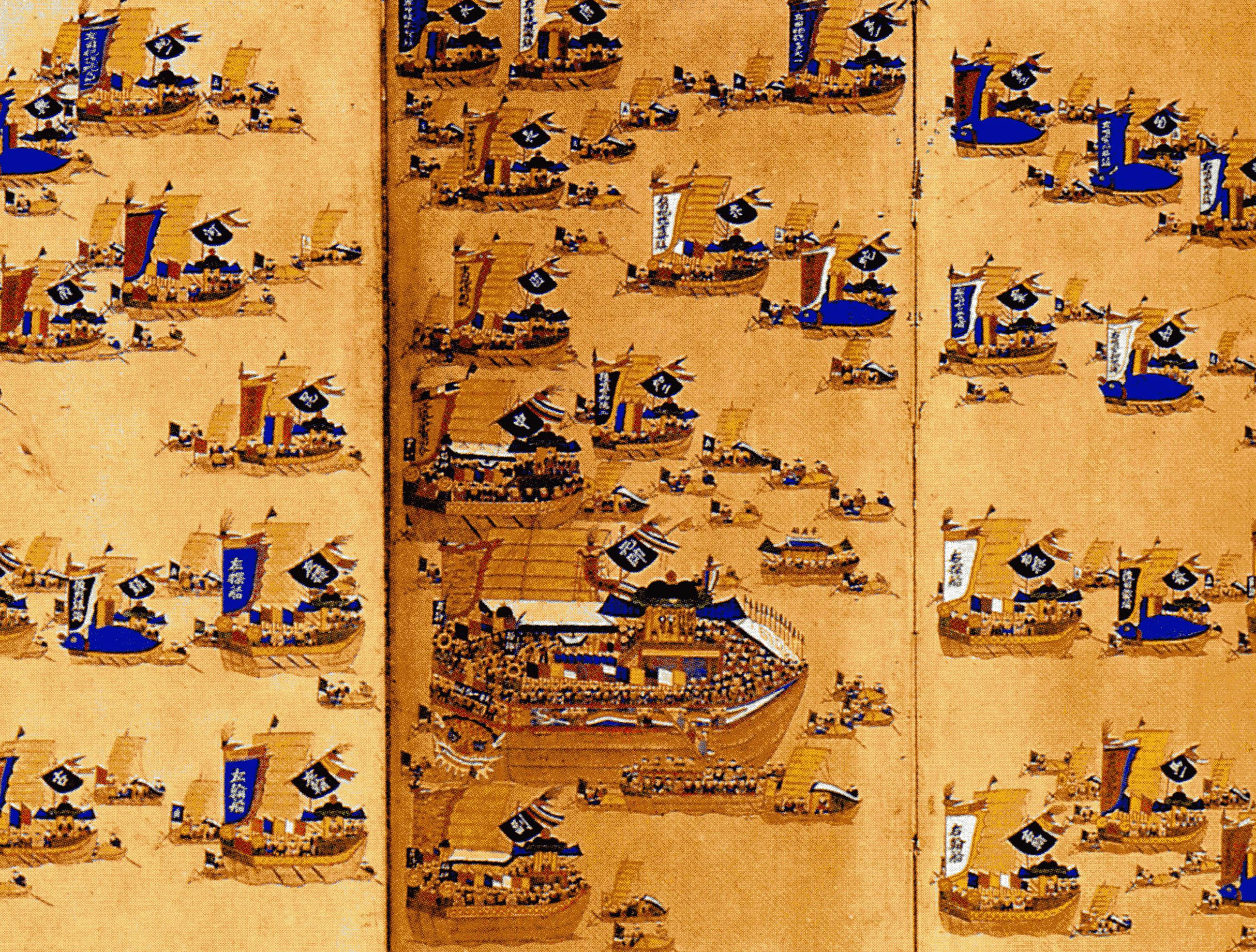
Корейские корабли

Как обычно, японцы не брали пленных, убивая почти всех, как военных, так и гражданских, и река Нам стала красной от крови, когда тысячи людей пытались переплыть ее, но были уничтожены самураями, ожидавшими их на другой стороне. Летописец рода Като отмечал: «все китайцы испугались наших японских клинков и бросились в реку, но мы их вытащили и отрубили им головы». Корейские источники упоминают, что почти все 60 000 солдат в Чинджу были убиты, в то время как японские источники упоминают, что самураи отправили 20 000 голов обратно в Японию после своей победы. Чинджу был взят только в символических целях, и вместо того, чтобы наступать, японские войска в Чинджу отступили обратно в Пусан, так как на севере было много китайских войск. Хидэёси был вполне удовлетворен тем, что отомстил за поражение 1592 года при Чинджу, хотя Тёрнбулл утверждал, что терять так много людей, чтобы взять город только по символическим причинам, было расточительно.
Поскольку японцы были полностью отрезаны от поддержки с моря, их войска подвергались постоянным атакам со стороны партизан, японское командование приняло предложение противника о прекращении боевых действий и начале переговоров. В середине 1593 года японцы согласились на переговоры с целью выиграть время для подготовки нового наступления.

## Мирные переговоры
Переговорный процесс продолжался с 1593 по 1596 год, но корейская сторона была фактически лишена участия в нём. Японские и китайские генералы, для которых война на чужой земле никакой выгоды не несла, согласились перехитрить своих правителей и заключить за их спинами мир. В результате Тоётоми Хидэёси получил сообщение, что китайская армия капитулировала, а минский император был проинформирован о полном поражении японских войск.
Среди условий мира, которые выдвинул Хидэёси, были передача Японии южной части Корейского полуострова, выдача замуж за японского императора дочери китайского монарха, восстановление торговли и прибытие посольства капитулянтов в его собственную ставку. Со своей стороны минский император потребовал от японцев заверений в покорности и признания вассальной зависимости от Китая.
Получив от обоих правителей требования мира, японские генералы составили фальшивую «капитуляционную грамоту Хидэёси», которую отправили китайскому императору. В ней отмечалось, что война в Корее началась только из-за того, что Хидэёси «стремился восстановить торговлю, основанную на признании сюзеренитета Китая». Таким образом, японские послы передавали лишь одно требование своего властителя, да и то в искажённом виде. В свою очередь, китайский император, который с удовольствием получил доказательство капитуляции «диких японцев», выдал ярлык «царя Японии» на имя Тоётоми Хидэёси, но торговать не позволил. Своё повеление он отправил посольством в Японию.
В октябре 1596 года послы китайской династии Мин прибыли в резиденцию Тоётоми Хидэёси. Вначале он ласково обходился с ними, однако когда посланцы зачитали текст грамоты своего императора и Хидэёси прозрел, узнав истинную цель их приезда, он страшно разозлился. Организаторы переговоров были избиты им лично. Послы были напуганы и бежали на родину. Разъяренный Хидэёси решил отомстить китайцам и отдал распоряжение о начале нового похода.

## Вторая война
Вскоре после того, как китайские послы благополучно вернулись в Китай в 1597 году, Хидэёси отправил около 200 кораблей с примерно 141 100 людьми под общим командованием Кобаякавы Хидэаки. В 1596 году вторая японская армия беспрепятственно прибыла на южное побережье провинции Кёнсан. Однако японцы обнаружили, что корейская армия теперь стала намного лучше вооружена и подготовлена к обороне, чем несколько лет назад. Кроме того, узнав эти новости в Китае, императорский двор в Пекине назначил Ян Хао (楊鎬) верховным главнокомандующим первоначальной мобилизацией 55 000 военнослужащих из различных (а иногда и отдаленных) провинций Китая, таких как Сычуань, Чжэцзян, Хугуан, Фуцзянь и Гуандун. В эти усилия были включены военно-морские силы численностью 21 000 человек. Рэй Хуан, китайско-американский историк, подсчитал, что общая численность китайской армии и флота в разгар второй кампании составляла около 75 000 человек. Корейские войска насчитывали примерно 30 000 человек: армия генерала Квон Юля в горах Гун (공산; 公山) в Тэгу, войска генерала Квон Ёна (권응) в Кёнджу, солдаты Квак Чеу в Чханнёне (창녕), армия Ли Бокнама (이) в Наджу и войска Ли Си-Юна в Чхунпунёне.
Во время наступившего мира среди корейской феодальной элиты начали нарастать опасения относительно влияния Ли Сунсина, который стал настоящим народным героем. В результате борьбы придворных клик он был обвинён в нарушении приказа, разжалован в матросы и посажен в тюрьму. Однако он и там времени не терял, начав продумывать новую тактику для войны с японцами. После получения известий о том, что адмирал Ли находится в тюрьме, японцы начали вторжение в Корею.
Новым командующим морских сил был назначен один из членов взявшей верх при дворе феодальной клики адмирал Вон Гюн. В течение непродолжительного срока, во время которого Вон Гюн находился во главе флота, боеспособность его сильно упала. В битве при Чхильчхолляне японцы напали на неподготовленные к бою корейские корабли и добились полной победы — весь корейский флот погиб, сам Вон Гюн убит в сражении, вместе с ним погиб талантливый сподвижник Ли Сунсина адмирал Ли Окки. После этого корейскому королю не оставалось другого выхода, кроме как освободить Ли Сунсина из тюрьмы и назначить его командовать флотом, точнее, тем, что осталось от него.

### Осада Намвона и битва при Мённян
После катастрофы в Чхильчонняне оборонительные сооружения союзников на юге начали быстро разрушаться, и японские войска ворвались в провинцию Чолла. Гарнизон Намвона стал их следующей ключевой целью. Намвон находился в пятидесяти километрах к юго-востоку от Чонджу. Правильно предсказав японское нападение, коалиционные силы в составе 6000 солдат (включая 3000 китайских солдат под командованием Ян Юаня и гражданских добровольцев) были готовы сражаться с приближающимися японскими войсками. Японцы осадили стены крепости с помощью лестниц и осадных башен. Обе стороны обменялись залпами из аркебуз и луков. В конце концов японские войска взобрались на стены и разграбили крепость. По словам японского командующего Окочи Хидемото, автора книги «избранный Ки», осада Намвона привела к потерям 3726 человек среди корейских и китайских войск. Корейские войска и их лидеры были почти полностью уничтожены.
Когда ворота были открыты, многие корейцы просто легли на колени, зная, что самураи обезглавят их, а другие попытались бежать на север, где самураи под командованием Като Ёсиаки и Симадзу Ёсихиро ждали и продолжали рубить всех корейцев своими катанами. Японский буддийский монах Кейнэн, путешествовавший вместе с самураями, описал сцену полнейшего ужаса, когда полная луна осветила места разрушений, когда большая часть города была охвачена огнем, когда некогда белые стены Намвона покраснели от крови, и он услышал вопли корейцев, зная, что пришло их время умереть, самураи не давали пощады, убивая всех. Только Ян Юань сумел совершить вылазку после того, как стены были проломлены, с горсткой людей, чтобы вернуться в Хансон (Сеул). Позже он был казнен судом Мин из-за своего поражения в битве. По традиции самураи собирали головы тех, кого они убивали, и Хидэёси настаивал, чтобы самураи присылали ему носы тех, кого они убили, как доказательство того, что они сражаются. Окочи пересчитал головы 3725 корейцев, убитых в тот день, и удалил их носы, которые были замаринованы в соли и отправлены обратно в Японию. Все носы корейцев, убитых самураями, похоронены рядом со святилищем Великого Будды, воздвигнутым Хидэёси в Киото, которое, как отметил Тёрнбулл "…они и по сей день остаются внутри наименее упоминаемой и чаще всего избегаемой туристической достопримечательности Киото, травянистый курган, который носит ошибочное название Мимидзука, «Курган ушей».
Ли Сунсин собрал остатки флота южных провинций — всего 13 кораблей типа «пханоксон». С их помощью он сотворил т. н. «чудо при Мённян», одержав победу над огромным японским флотом (называют цифру в 333 корабля), имея в своём распоряжении лишь 13 кораблей. Для этого Ли Сунсин удачно использовал условия навигации у корейских берегов, знание особенностей течений, времени и высоты приливов и отливов. Большая часть японских кораблей была завлечена в узкий пролив и разбита силой течения о прибрежные скалы. Корейцам осталось только добить потерявший боеспособность японский флот.

### Осада Ульсана

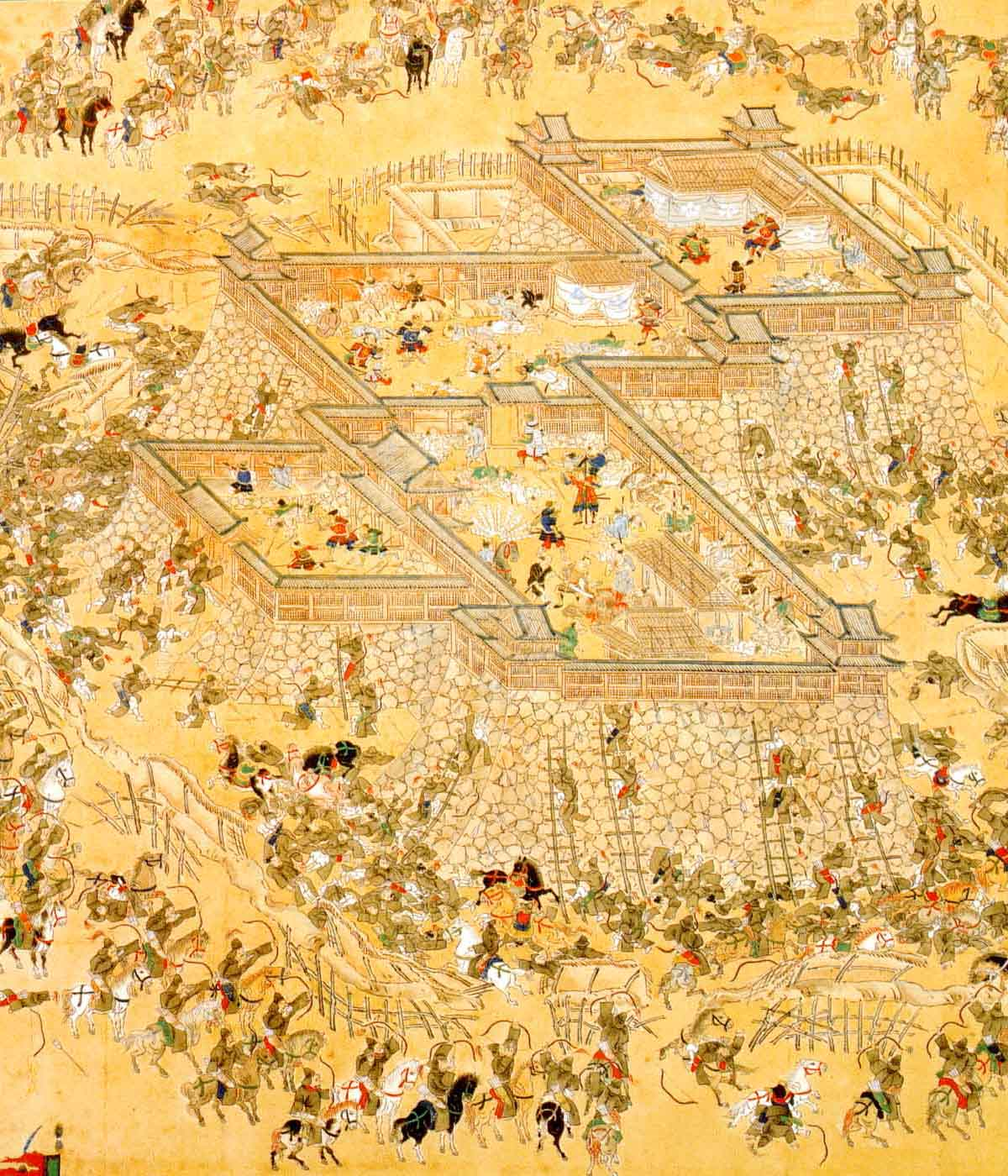
Осада Ульсана китайскими и корейскими войсками

К 29 января 1598 года союзные войска Чосон и Мин одержали победу в Чхонане и оттеснили японцев ещё дальше на юг. После известия о потере под Мённяном Като Киёмаса и его отступающая армия разграбили Кёнджу, бывшую столицу Объединенной Силла. Японские войска разграбили город, и многие артефакты и храмы были разрушены, в первую очередь, Пульгукса, буддийский храм. Войска Мин и Чосон продолжали преследовать японские войска, которые затем отошли дальше на юг к Ульсану, гавани, которая была важным японским торговым постом столетие назад и которую Като выбрал в качестве стратегического оплота.
Контроль Ли Сунсина над районами вокруг побережья Чолладо не позволял кораблям снабжения достичь западной части Корейского полуострова, в который впадает много обширных притоков. Без провианта и подкреплений японские войска были ограничены прибрежными крепостями, известными как вэсон, которые они всё ещё контролировали. Наступающие войска Мин попытались воспользоваться этой ситуацией, атаковав Ульсан. Эта осада была первым крупным наступлением войск Мин во второй фазе войны.
Усилия японского гарнизона (около 7 000 человек) Ульсана были в основном направлены на его укрепление в рамках подготовки к ожидаемому нападению. Като Киёмаса поручил командование и оборону базы Като Ясумасе, Куки Хиротаке, Асано Нагаёси и другим, прежде чем отправиться в Сосэнпхо. Первая атака армии Мин 29 января 1598 года застала японскую армию врасплох: она всё ещё стояла лагерем за недостроенными стенами Ульсана.
В общей сложности около 36 тысячам солдат с помощью сингиджонов и хвачха почти удалось разграбить крепость, но подкрепление под общим командованием Мори Хидэмото переправилось через реку, чтобы помочь осажденной крепости. Хотя японский гарнизон отчаянно нуждался в снабжении, командующий войсками Мин Ма Гуй считал, что ситуация складывается не в пользу союзников, поскольку все больше и больше японских войск начали прибывать из окрестностей, и союзные войска быстро становились в меньшинстве. Однажды поздно ночью Ма Гуй решил отдать приказ об общем организованном отступлении союзных войск, но вскоре началась неразбериха, и дело ещё больше осложнилось обильными дождями и изматывающими атаками японцев. Главный суперинтендант Ян Хао запаниковал и поспешно отправился в Хансон, опередив армию.
Общее отступление быстро превратилось в хаотичный разгром, которым японцы быстро воспользовались, атаковав отступающие войска Мин и Чосон. Отступающие войска Мин и Чосон потеряли 20 000 человек.

### Битва при Сачхоне
Китайцы считали, что Сачхон имеет решающее значение для их цели вернуть потерянные позиции в Корее, и приказали начать общее наступление. Хотя китайцы и добились первых успехов, ход сражения изменился, когда японские подкрепления атаковали тыл китайской армии, а японские солдаты внутри крепости вышли из ворот и контратаковали. Китайские войска отступили с потерями в 30 000 человек, а японцы преследовали их. Согласно китайским и корейским источникам, относящимся к битве, войска во главе с Дун Ли Юанем прорвали стену замка и продвигались вперед в захвате замка, пока несчастный случай с порохом не вызвал взрыв в их лагере, и японцы воспользовались ситуацией, чтобы разгромить растерянные и ослабленные войска.

### Битва в проливе Норян
Битва в проливе Норяне была последней морской битвой в этой войне. Японский флот из примерно 500 кораблей под командованием Симадзу Ёсихиро был собран и готовился соединиться с блокированным флотом под командованием Кониси Юкинаги, а затем вместе уйти через Пусан обратно в Японию.
Корейский флот под командованием Ли Сунсина обнаружил флот Симадзу, стоявший на якоре в узком проливе Норян. Используя узкую географию этого района, минский генерал Чэнь Линь, возглавлявший Дэн Цзилуна и Сунсина, под покровом темноты 16 декабря 1598 года предпринял внезапную атаку на японский флот, используя пушки и огненные стрелы. К рассвету почти половина японского флота была рассеяна. Во время преследования оставшихся японских кораблей были убиты Ли Сунсин и Дэн Цзилун Несмотря на большие потери, в конечном итоге сражение стало тактической победой корейских сил и привело к уничтожению более половины японского флота.
Стратегически, однако, японцы достигли своей цели, позволив Кониси Юкинаге, который ранее был блокирован силами Мин и корейцев, покинуть свою крепость 16 декабря со своими людьми и уйти без сопротивления, проплыв через южную оконечность острова Намхэ, минуя как пролив Норян, так и место морского сражения. Кониси, Симадзу, Като Киёмаса и другие японские генералы левой армии собрались в Пусане и 21 декабря ушли в Японию. Последние корабли отплыли в Японию 24 декабря, положив конец семилетней войне.
После смерти Тоётоми Хидэёси дальнейшее продолжение войны стало для японцев бессмысленным, и к концу 1598 года японская экспедиционная армия была эвакуирована на родину. Ли Сунсин, соединив свой флот с минским флотом под командованием адмирала Чэнь Линя, атаковал отступающих японцев и одержал над ними крупную победу в проливе Норян. Однако в конце боя Ли Сунсин был смертельно ранен шальной пулей. Умирая, он попросил своего племянника Ли Буна скрыть свою смерть, чтобы не деморализовать соратников. Остатки японского флота ушли на Цусиму.

## Нормализация отношений
Восстановление мирных отношений с Кореей и Китаем легли на плечи фактического преемника Тоётоми Хидэёси — сёгуна Иэясу Токугава. Ведение переговоров он поручил роду Со, властителю острова Цусима. Последний искусно сыграл на корейском восприятии японцев как «варваров» и объяснил причины войны недоразвитостью собственного народа и его культуры. Князь Со сумел даже договориться о регулярных «культуртрегерских» миссиях корейских художников в Японию и восстановлении торговли. Корейцы, чувствуя себя победителями над японской армией и японской культурой, согласились на эти условия.
Мир с династией Чосон был заключён в 1607 году. С тех пор на протяжении 250 лет корейские миссии посещали Японские острова около 27 раз. С точки зрения корейской стороны это были «культуртрегерские мирные рейды», которые утверждали материальное и духовное превосходство корейцев над японскими соседями. Одновременно корейская сторона вела обширную разведку положения в Японии с целью узнать, не ведётся ли там подготовка нового нападения на Корею. Однако японский сёгунат использовал эти миссии для укрепления собственного авторитета, трактуя их японскому населению таким образом, что власть сёгунов якобы простирается даже на Корею, жители которой прибывают поклониться им.
Нормализации отношений Японии с империей Мин не произошло. Последняя через несколько десятилетий была уничтожена новой династией Цин, которая также не имела официальных контактов с Японией, хотя торговала с ней.

## Последствия

### Корея
Хотя корейцы вышли формальными победителями из войны, военные действия нанесли наибольший ущерб именно их стране, население которой сократилось наполовину. Корею постиг великий голод, который унёс около 20 тысяч жизней. Война нанесла огромный ущерб Корее не только в экономическом и демографическом плане, но и в культурном, поскольку многие исторические памятники и записи были уничтожены вместе с императорскими дворцами в Сеуле.
Война также оставила сильный отпечаток на сознании корейцев. Японцы в Корее отныне воспринимались не только как «варвары», но и как потенциальные агрессоры. Японским купцам впредь разрешалось торговать только в их фактории в Пусане, а японские посольства не допускались в корейскую столицу. Такое отношение к Японии ещё сильнее укоренилось в Корее после её аннексии в 1910 году. Этот негативный образ японцев сохраняется и по сей день.
В противоположность этому, в среде корейских правящих кругов закрепился образ «китайцев-освободителей». Он повлиял на дальнейшую политику династии Чосон, которая усилила курс на вассализацию собственной страны от Китая. Эта мощная прокитайская политическая группа ратовала за усиление связей с Цинским Китаем в XVIII—XIX веках.

### Япония
Вторжение в Корею японцам почти ничего не принесло, кроме больших человеческих и материальных потерь. В результате военной неудачи, в Японии резко упало влияние Тоётоми Хидэёси, вследствие чего его род потерял титул кампаку. Место правителя страны занял Токугава Иэясу, который смог избежать мобилизации и накопить силы для захвата власти в стране. Именно род Токугава стал основателем сёгуната, который правил Японией более 250 лет.
В то же время, отступая, японцы захватили и вывезли с собой ряд корейских учёных-конфуцианцев и множество мастеров по производству фарфора и книгопечатанию. Они оказали влияние на развитие японской философской мысли («бусидо») и прикладных искусств, а также японского фарфора и его росписи.
Во всём регионе было положено начало формированию образа «японца-агрессора», который в значительной степени актуален и сегодня.

### Минский Китай
Корейская кампания стала последней успешной внешнеполитической операцией империи Мин. В начале XVII века истощённые походами финансы страны вызвали упадок экономики, что, в свою очередь, негативно повлияло на боеспособность армии. Ослаблением Китая воспользовались его северные соседи — кочевники маньчжуры, которые в 1644 году уничтожили Мин и основали новую династию Цин.

## В кино
- «Праведный герой Ли Сунсин» (Seongwoong Yi Sun-sin) — режиссёр Гю Вон Ли (Южная Корея, 1971);
- «Хроники тайко. История Хидэёси» (Taikoki. The Story of Hideyoshi) — режиссёр Кихати Окамото (Япония, 1987);
- «Бессмертный адмирал Ли Сунсин»[англ.] (Bulmyeolui Lee Soon-shin) — телесериал режиссёров Ли Сон-джу, Ким Чжун-гю (Южная Корея, 2004—2005);
- «Солдаты небес» (Cheon gun) — режиссёр Мин Чон Ги (Южная Корея, 2005);
- «Кровавые мечи» (Gureumeul beoseosnan dalcheoreom) — режиссёр Ли Джун-ик (Южная Корея, 2010);
- «Битва за Мён Рян» (Myeongryang) — режиссёр Ким Ханмин (Южная Корея, 2014);
- «Подменные войска» (Daeripgun) — режиссёр Чон Юн-чхоль (Южная Корея, 2017);
- «Битва у острова Хансан» (Южная Корея, 2022)